# Xã De Roche, Quận Hot Spring, Arkansas
Xã De Roche (tiếng Anh: De Roche Township) là một xã thuộc quận Hot Spring, tiểu bang Arkansas, Hoa Kỳ. Năm 2010, dân số của xã này là 1.310 người.